# Freebird Entertainment
Freebird Entertainment är ett svenskt skivbolag och musikförlag som grundades 2016.

## Historik
Freebird Entertainment grundades 2016 i Stockholm av Maria Ljunggren Molin.

## Artister och låtskrivare
Några av bolaget signade låtskrivare är Robin Stjernberg, Herman Gardarfve, Adrian Macéus, Isa Molin, Tennessee Tears, Hannes Aitman, Bobby Ljunggren, Benjamin Roustaing och Anna Bergendahl.
Några av bolaget signade artister är Clara Klingenström, Anna Bergendahl, Adrian Macéus, Elisa Lindström, Hannes Aitman, Jill Johnson och Melanie Wehbe.